# Billy Moll
Billy Moll (* 18. April 1905 in Madison, Wisconsin; † 17. Januar 1968 in Stoughton, Wisconsin) war ein US-amerikanischer Liedtexter und Songwriter.

## Leben und Wirken
Moll arbeitete als Songwriter für verschiedene Musikverlage und Musikfilm-Produktionen; ab Mitte der 1920er-Jahre schrieb er Songs für Annette Hanshaw (Six Feet of Papa, mit Arthur L. Sizemore, 1926) für die Jazzband McKinney’s Cotton Pickers (I Want a Little Girl, 1930, mit Murray Mencher) für Paul Whitemans Rhythm Boys (So the Bluebirds and the Blackbirds Got Together, mit Harry Barris, aus Der Jazzkönig) oder für Roy Smeck (Moonlight On the Colorado, 1930, mit Robert A.K. King). In den 30ern schrieb er Songtexte für Filmsongs wie Honeymoon Lane und Ro-Ro-Rolling Along, die Titelmusik aus Near the Rainbow’s End, mit dem Gesang von Sammy Fain.
Zu seinen bekanntesten Songs gehören Wrap Your Troubles in Dreams (And Dream Your Troubles Away) (1931), den er mit Ted Koehler und Harry Barris geschrieben hatte und ein großer Hit für Bing Crosby war, ferner Hang Out the Stars in Indiana (1931, mit Harry MacGregor Woods), der durch Ray Noble/Al Bowlly bekannt wurde, und nicht zuletzt I Scream, You Scream, We All Scream for Ice Cream (1927, mit Howard Johnson und Robert A.K. King), in späteren Jahren unter dem Kurztitel Ice Cream ein Standard im Repertoire des Dixieland-Jazz.